# Somacantha kalolohai
Somacantha kalolohai is een insect uit de orde Phasmatodea en de  familie Anisacanthidae. De wetenschappelijke naam van deze soort is voor het eerst geldig gepubliceerd in 2008 door Cliquennois.